# Ford Kuga
Ford Kuga — компактний SUV європейського відділення Ford.
Автомобіль дебютував на автосалоні у Франкфурті в 2007 році як передсерійний концепт-кар. В 2008 році на автосалоні в Женеві представлено серійну модель. Кінетичний дизайн автомобіля розроблений на основі концепт-кара Ford Iosis X 2006 року.
Створений на основі Ford Focus/C-Max автомобіль випускався з лютого 2008 року по грудень 2012 року у місті Саарлуї, Німеччина.
Модель другого покоління була випущена в березні 2012 року на основі третього покоління Ford Focus і багато в чому ідентична Ford Escape, що доступний на ринку США з середини 2012 року. Автомобілі для європейського ринку виготовляють у Валенсії, Іспанія.

## Перше покоління (2008—2012)

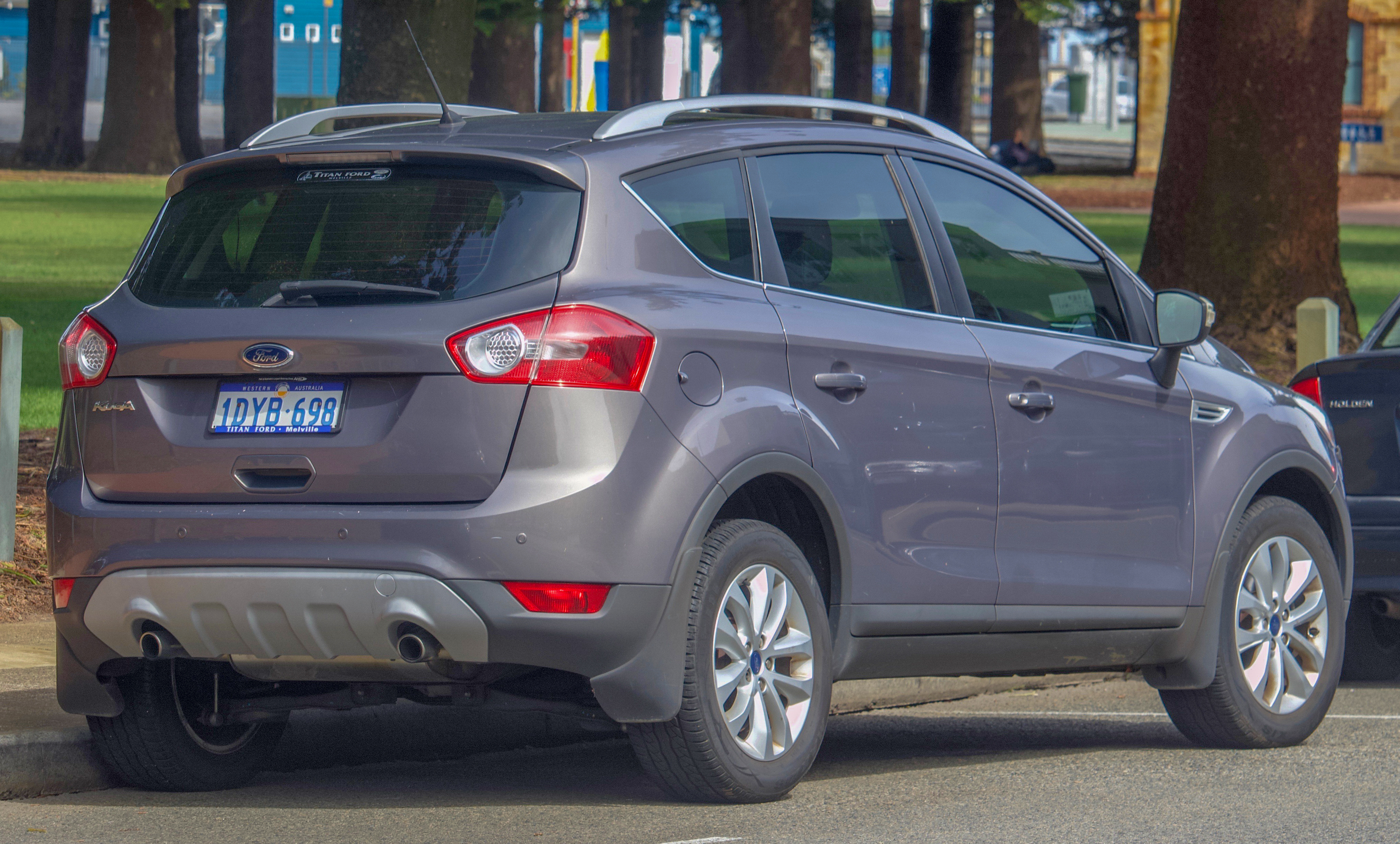
Ford Kuga I

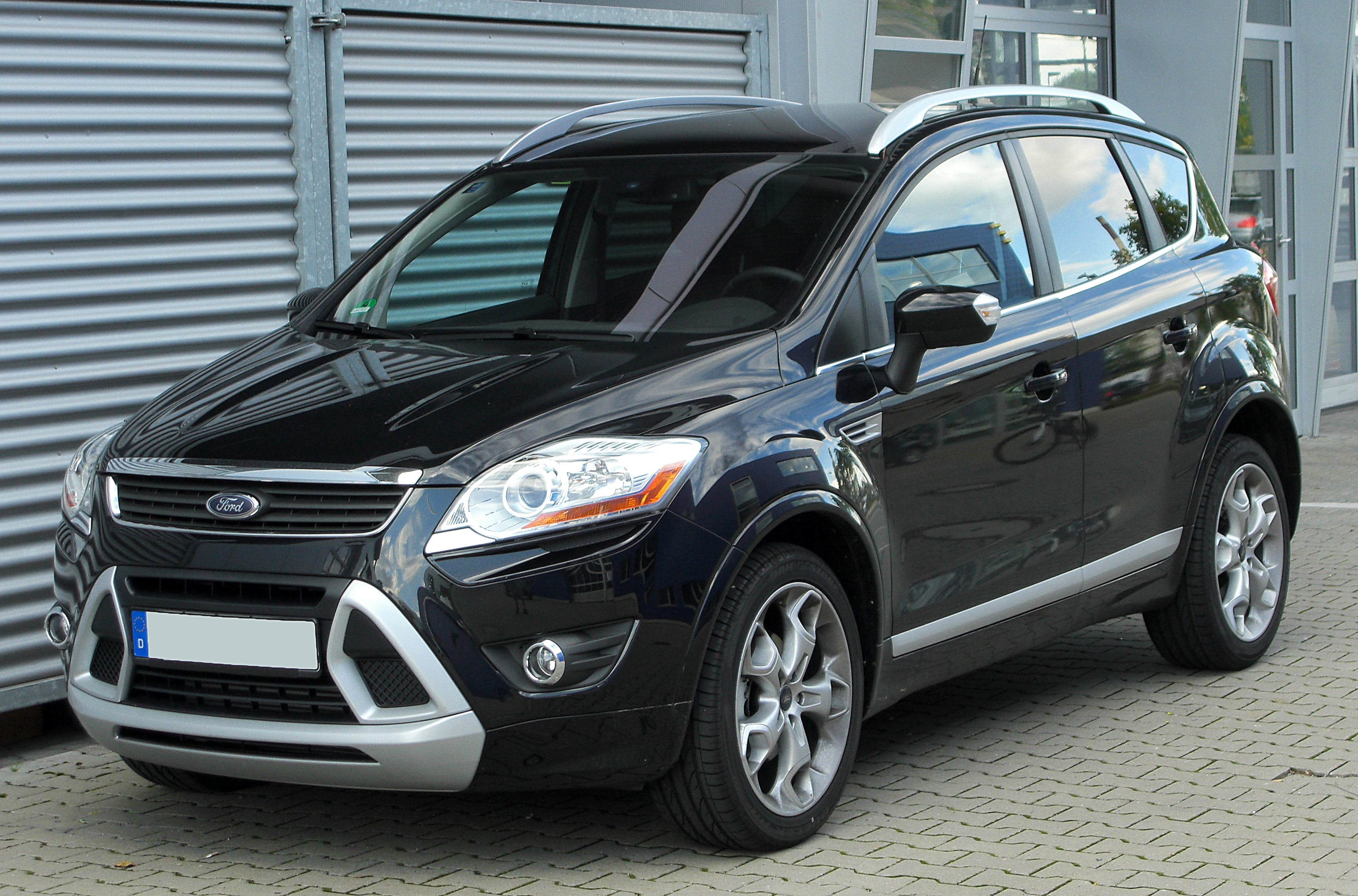
Ford Kuga I Individual

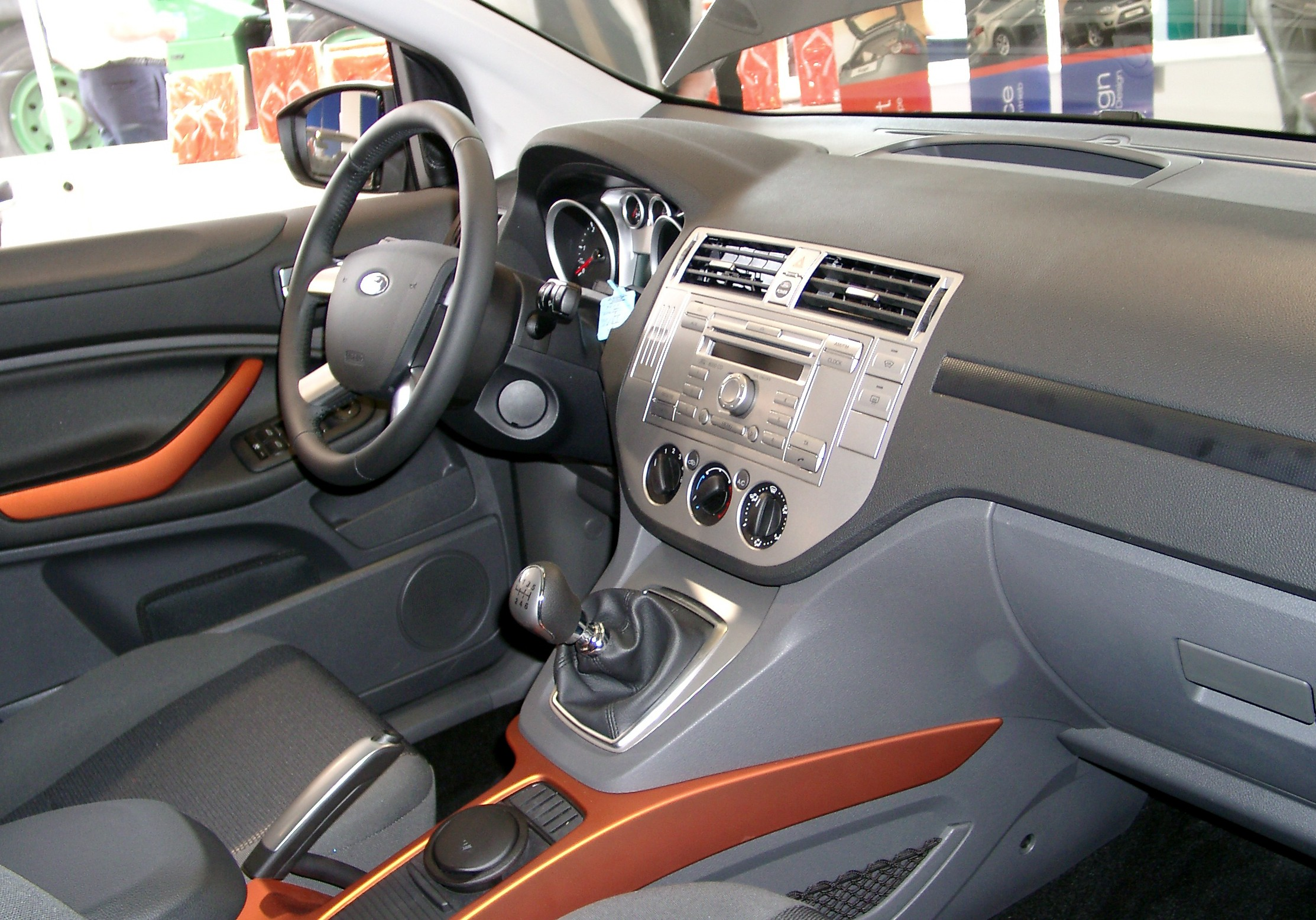
Ford Kuga I вигляд салону

Автомобіль базується на платформі Ford C1, яка також лежить в основі Ford Focus і Ford C-Max. Пропонуються, як передній привід та привід на чотири колеса.

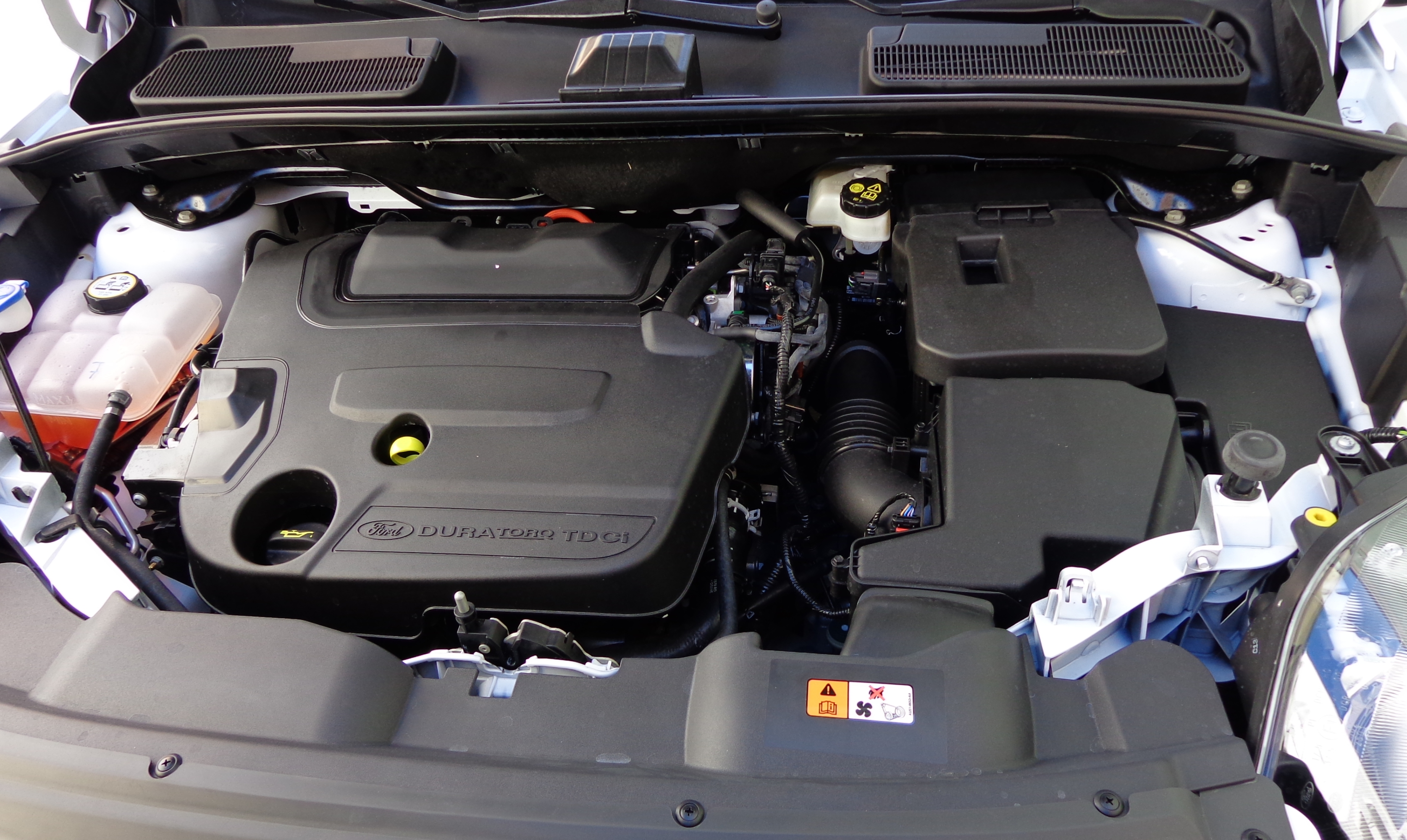
Ford Kuga I

Kuga надійшов у продаж в травні 2008 року і побудований на заводі Ford у місті Саарлуї, Німеччина.
Автомобіль комплектувався 2,0-літровим турбодизелем Duratorq TDCi, розробленим спільно з Peugeot, потужністю 136 к.с. при 4000 оборотах на хвилину, крутним моментом 320 Нм при 2000 оборотах на хвилину.
З кінця 2008 року для Kuga також доступний 2,5-літровий бензиновий двигун Duratec. Це п'ятициліндровий двигун з турбонаддувом компанії Volvo, який також використовується в моделях Ford Focus, S-Max і Mondeo. Він розвиває потужність 200 к.с. при 6500 оборотах на хвилину і крутний момент 320 Нм при 1600 оборотах на хвилину.
У березні 2010 року 2,0-літровий TDCi двигун потужністю 136 к.с. був замінений на 2,0-літровий двигун TDCi у двох варіантах потужності: неповнолітній 140 к.с. і 163 к.с. Обидва двигуни були також доступні з новою коробкою передач PowerShift з подвійним зчепленням. Бензиновий двигун залишився незмінним.

### Двигуни
Бензиновий
- 2.5 л Duratec turbo Р5, 220 к.с. (147 кВт) при 6000 об/хв, 320 Нм при 1600–4000 об/хв (11/2008-12/2012)

Дизельні
- 2.0 л Duratorq, 136 к.с. (100 кВт) при 4000 об/хв, 320 Нм при 2000 об/хв (02/2008-02/2010)
- 2.0 л Duratorq, 140 к.с. (103 кВт) при 3750 об/хв, 320 Нм при 1750—2750 об/хв (02/2010-12/2012)
- 2.0 л Duratorq, 163 к.с. (120 кВт) при 3750 об/хв, 340 Нм при 2000–3250 об/хв (02/2010-12/2012)

### Результати з Краш-Тесту
| Зірки в Euro NCAP з Краш-тесту |

## Друге покоління (2012—2019)

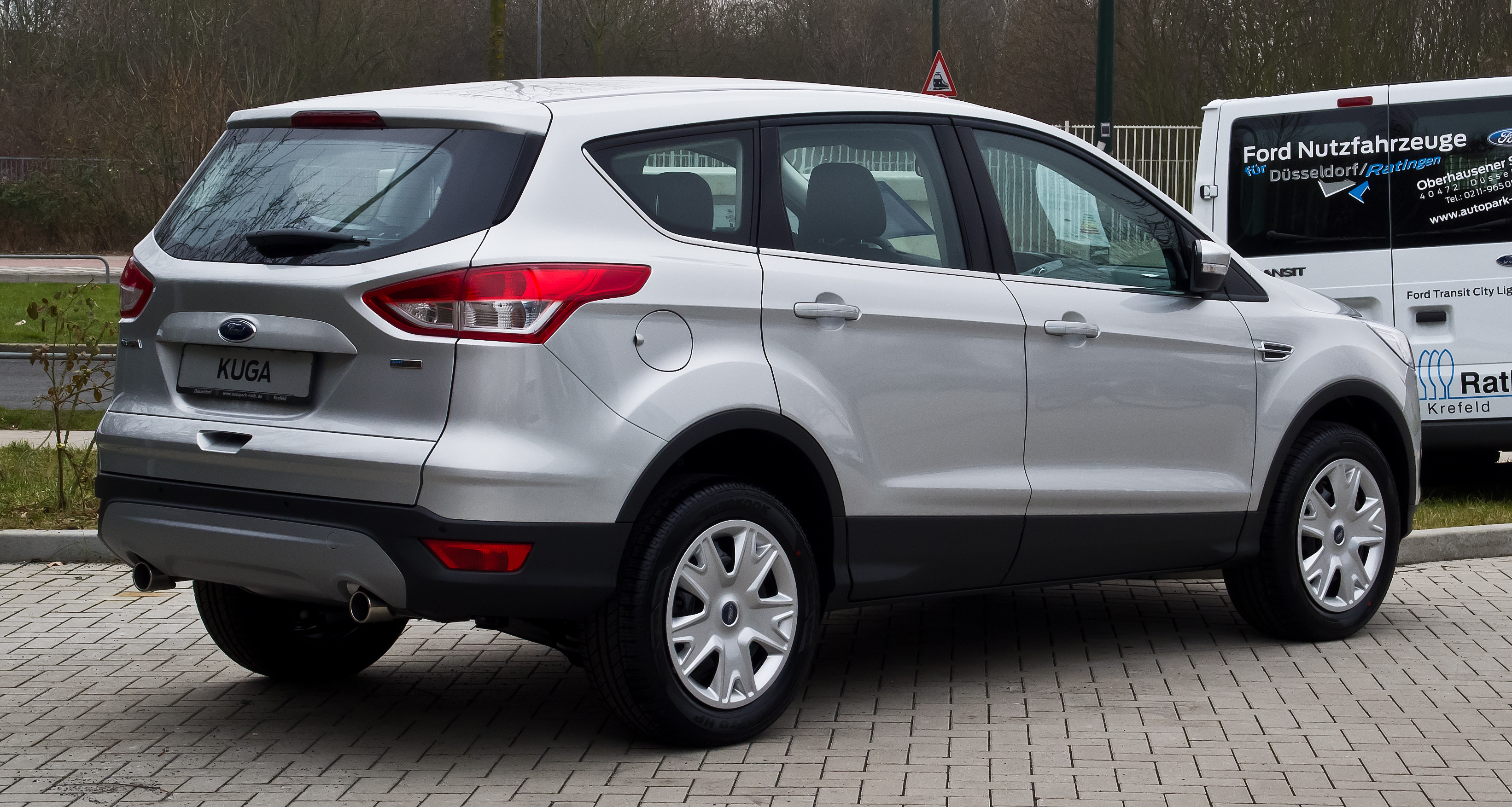
Ford Kuga II (2012—2016)

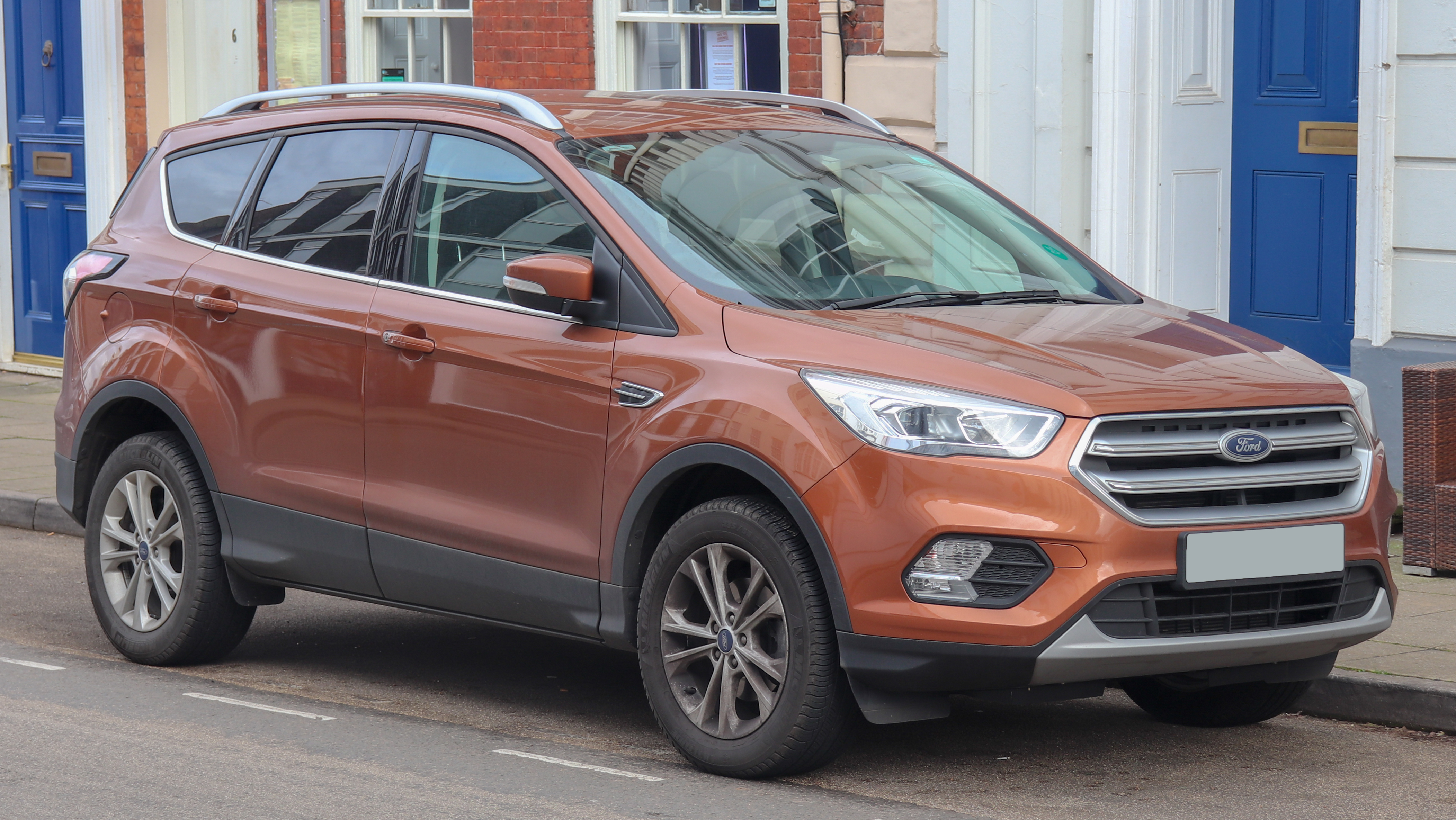
Ford Kuga II (з 2016)

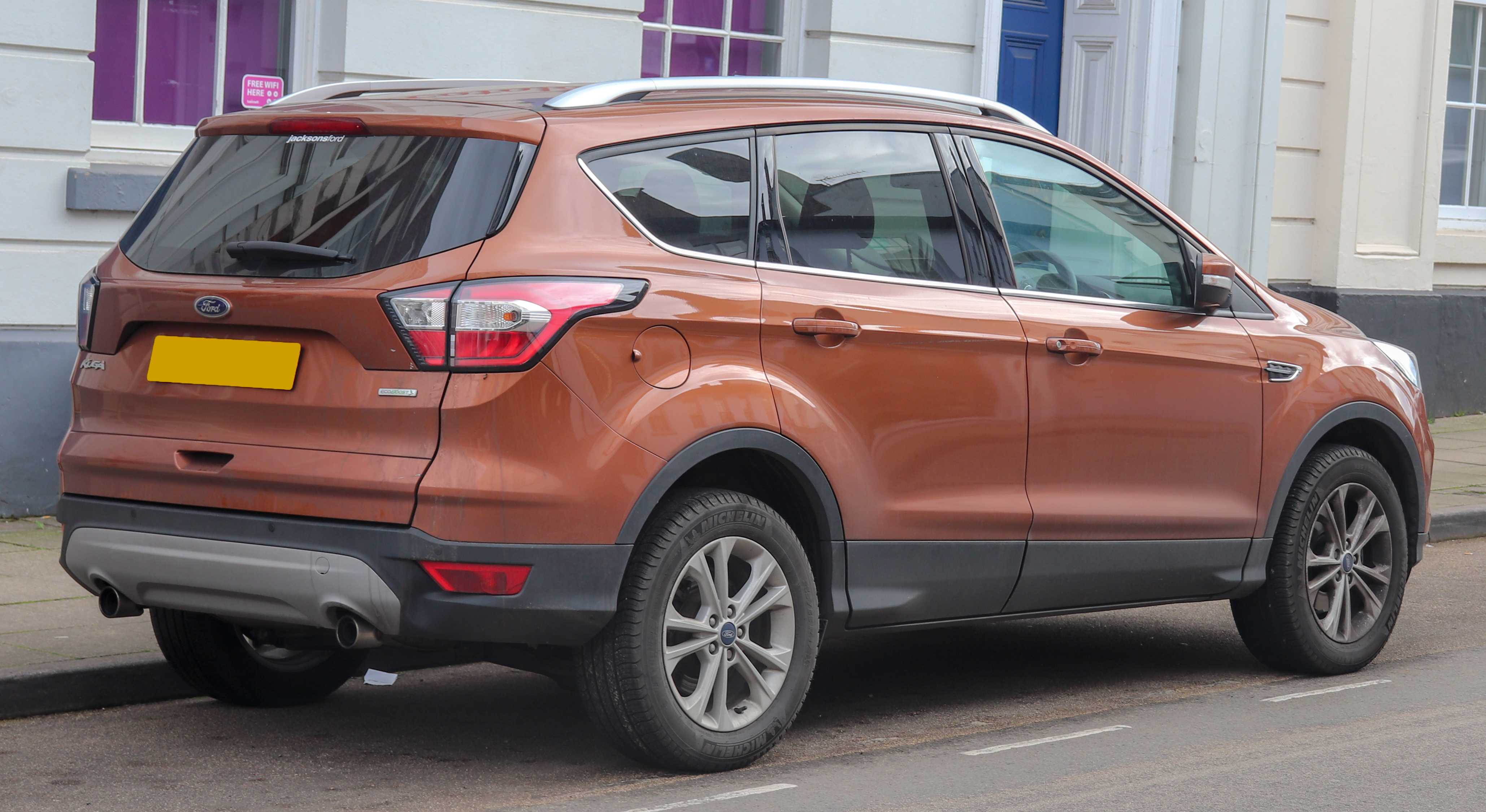
Ford Kuga II (з 2016)

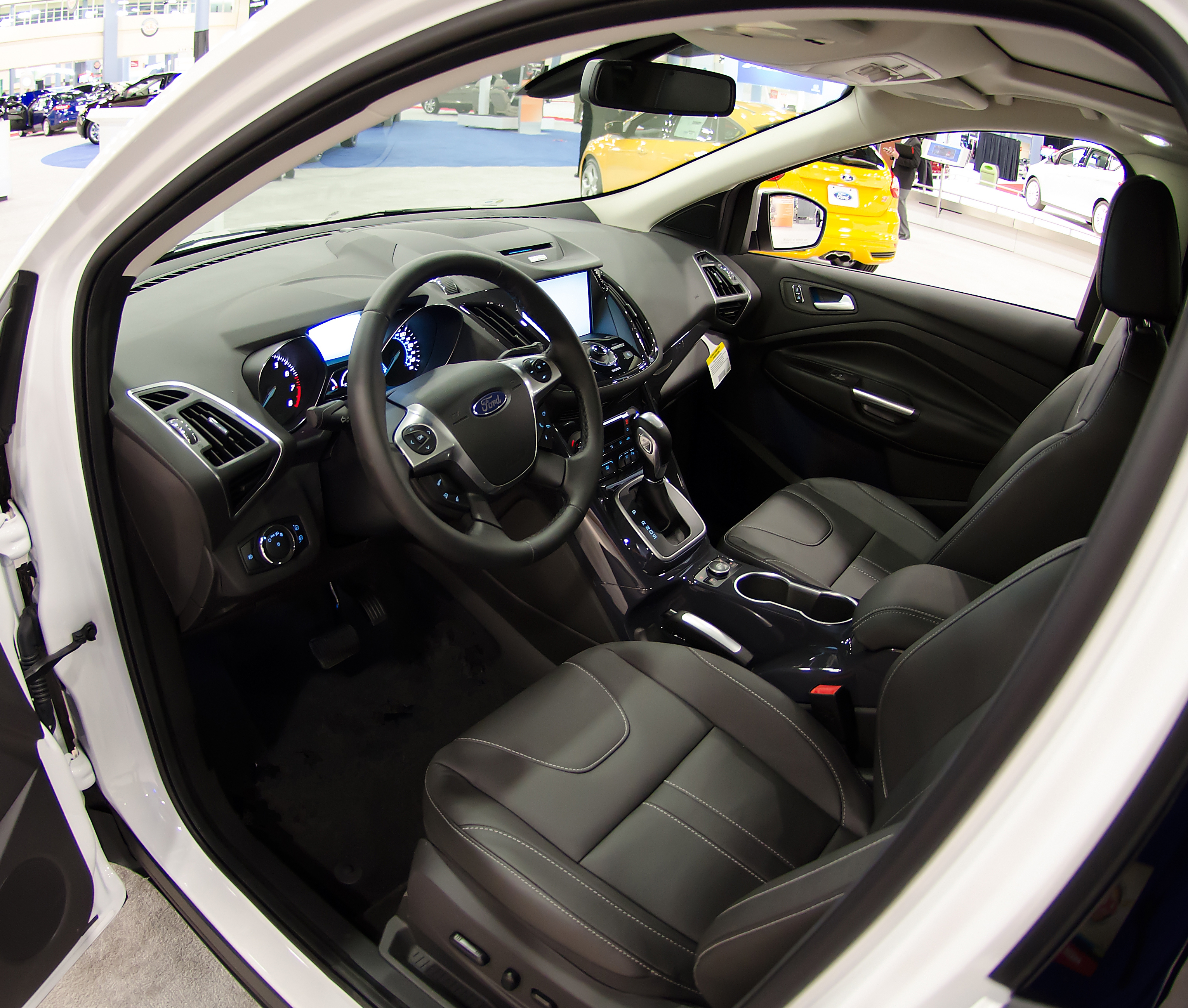
Салон

У березні 2012 року Ford Kuga для європейського ринку був показаний в Женеві, а в квітні на новий Ford Kuga можна було подивитися в Пекіні. Автомобіль збудовано на модернізованій платформі Ford C1.
Минула модель була меншою по габаритах і більш спортивного напрямку. В цій моделі було взято більше характеристик від сімейного автомобіля, пристосованого для пересування по місту, відповідно до цього і були створені нові технічні новинки і нововведення, щоб полегшити керування.
Габаритні показники кросовера в другому поколінні зросли до 4524 мм у довжину і до 1745 мм у висоту. В свою чергу колісна база автомобіля залишилася незмінною і становить 2690 мм. Ще однією новинкою став доволі якісний і високий кліренс 198 мм.
При появі першого покоління Ford Kuga на ринку склалася доволі складна ситуація, оскільки більшість автолюбителів обирали для користування дизельні автомобілі, адже вони були дешевші в користуванні. З 2008 року багато чого змінилося, вже починаючи з так званого «розлучення» Ford і Volvo. Тому звичної всім турбоп'ятірки під капотом цього авто вже немає. Також інженери відмовилися від використання в приводі задніх коліс муфти Haldex. Замість неї вони прилаштували свою власну розробку — Active Torque Coupling, що раніше ставилась на модель Explorer. Цей автомобіль має повністю американізований привід, а також типову для Америки шестиступінчату коробку передач (лише на бензинових версіях). В цьому немає нічого дивного, адже даний автомобіль був розроблений як глобальна модель. В США має назву Escape.
На українському ринку Kuga представлена трьома двигунами — бензиновими з потужністю в 150 і 182 к.с. і дизельним в 140 к.с. Автомобіль оснащується трьома коробками передач на вибір — механічною, роботом і автоматом, а ще переднім і повним приводом. АКПП прив'язані до виду двигуна: дизельні моделі отримали «робот» — powershift має два зчеплення, бензинові моделі ж мають класичний автомат, проте обидва види мають по 6 ступенів.
Інженери створили нову функцію — тепер у дзеркалах заднього виду є спеціалізовані датчики, при надто близькому контакті з іншим автомобілем вони повідомляють про це водія. Все це придумали, щоб зменшити імовірність аварійних ситуацій на дорогах.
Автомобіль оснащений потужною передньою віссю, незважаючи на відсутність повної «раздатки». При цьому виникають ситуації, коли при гальмуванні більша частина навантаження йде саме на задні колеса. Можливість побачити графік повного розподілу навантаження виникає при вмиканні функції «розумного приводу коліс», що одразу ж описує на дисплеї відсоткове співвідношення відповідно до типу дороги. Така система працює у превентивному режимі. Вона не чекає пробуксовки, а сама провокує її появу, при цьому відстежуючи всі імовірні параметри. Так, наприклад, коли автомобіль починає рух вгору, то задні колеса практично миттєво отримують свою порцію крутного моменту.
У 2016 році був проведений рестайлінг кросовера, в результаті якого Kuga отримав новий стиль Ford, який вже використовувався в моделі Explorer. Також з'явився новий дизельний двигун 1,5 л потужністю 120 к.с.

### Двигуни
Бензинові
- 1.5 л EcoBoost turbo Р4, 120 к.с., 2WD.
- 1.5 л EcoBoost turbo Р4, 150 к.с., 240 Нм, 2WD.
- 1.5 л EcoBoost turbo Р4, 182 к.с., 240 Нм, 4x4.
- 1.6 л EcoBoost turbo Р4, 150 к.с., 240 Нм, 2WD.
- 1.6 л EcoBoost turbo Р4, 182 к.с., 240 Нм, 4x4.
- 2.0 л EcoBoost turbo Р4, 242 к.с., 394 Нм, 4x4.
- 2.5 л Duratec Р4, 150 к.с., 230 Нм, 2WD. (для ринку Росії)

Дизельні
- 1.6 л Duratorq, 120 к.с., 2WD.
- 2.0 л Duratorq, 120 к.с., 310 Нм, 2WD.
- 2.0 л Duratorq, 140 к.с., 320 Нм, 2WD і 4x4.
- 2.0 л Duratorq, 150 к.с., 370 Нм, 2WD і 4x4.
- 2.0 л Duratorq, 163 к.с., 340 Нм, 4x4.
- 2.0 л Duratorq, 180 к.с., 400 Нм, 4x4.

### Система безпеки
Автомобіль отримав повністю оновлену систему безпеки у вигляді 7 нових подушок. Окрім цього було введено безліч технічних програм. Правильне паркування доволі складне для новачків, саме для цього було створено нову систему правильного і легкого паркування, яка розповідає і показує все, що треба знати, а також знайде відповідне місце для габаритів автомобіля. Крім цього також було розроблену спеціальну систему автоматичного вмикання та вимикання повного приводу. Так, автомобіль сам уміє розбирати тип ґрунту і покриття, по якому він їде, і сам обирає, який привод краще використати.
Над дисплеєм розробники також добре попрацювали. Він став більшим і набагато якіснішим, а також отримав приємну графіку і більш заплутане меню бортового комп'ютера. Задні сидіння також отримали більше місця, що відгукнулося в позитивному руслі для пасажирів.
Ще одним доповненням став збільшений на 46 літрів багажник, крім цього він отримав нову систему відкривання Hands Free. Ця функція хоч на перший погляд і виглядає доволі не пристосованою, все ж під кінець дня може дуже навіть стати в пригоді. Така функція прийде у пригоді, коли руки зайняті сумками чи пакунками. Потрібно буде просто провести ногою під автомобілем і багажник сам відкриється. Оновлену задню підвіску автомобіль отримав від того ж таки Grand C-Max, проте вона також має певні зміни — зменшилася відстань між виступами у колісних арках.

### Внутрішня оснастка
Новою функцією у машині є кермо з електропідсилювачем, так при водінні виникає відчуття ніби воно взагалі немає механічного єднання з колесами. Це відбувається, так ніби водій не повертає їх власноруч, а лише задає правильний напрямок руху автомобіля.
Удосконаленою також є система стабілізації, що бореться з заносами і дуже якісно використовує своє вибіркове гальмування окремих коліс, що в результаті вносить зміни в подачу палива. За бажанням цю функцію, на жаль, не можна вимкнути, проте можна звести до мінімуму частоту її втручання.
Варіант дволітрового дизеля на пару з «роботом» створили справжній «дрім-тім» на дорозі, але лише при постійності умов. В такій коаліція машина легко виконує маневрування, а також проявляє себе лише з позитивної сторони, що наводить на згадки про перше покоління моделі. На рівному і якісному покритті автомобіль показує вищий пілотаж, іноді відрізняючись особливою жорсткістю по відношенню дороги.
Автомобіль виділяється на фоні інших своєю тишею при їзді, адже наповнений відмінною шумо- і віброізоляцією. В русі двигуна практично не чутно. Автомобіль легкий та зручний в керуванні на трасі, передачі швидко доходять до 6 без відчутних збоїв. В повороти автомобіль входить також без зайвих рухів та кренів. Нова підвіска надійно підтримує власника автомобіля у прагненні до динамічної швидкої їзди. Повністю комп'ютеризоване кермо має електропідсилювач з оптимально підібраними налаштуваннями. Автомобіль якісно і по-новому тримається на дорозі. Хоч дана модель створена для якісних доріг і пересування по місту, тест-драйв на бездоріжжі автомобіль пройшов на відмінно. Це явно ідеологічно-новаторська модель, повністю відмінна від першого покоління. Вона нашпигована технологічними новинками, стала менш швидкісною, проте більш збалансованою і дійсно ідеальною для сімейних пересувань, як по місту, так і за його межами. Крім того важливим аргументом є ціна, базова модель цієї марки буде дешевшою ніж її попередниця.
Підсумувавши всю отриману інформацію, можна зробити висновок, що автомобіль буде якісним доповненням до повсякденного життя. Він полегшить пересування по різних частинах дороги, незалежно від місцевості та покриття. Функціональність та технічність зробили автомобіль одним із найкращих сімейних кросоверів на даному етапі. А великий вибір опцій та можливостей буде приємним доповненням до стандартного набору комплектацій. Порівнюючи цю модель з попередньою можна дійти до висновку, що компанія Ford розвивається в правильному напрямку, роблячи якісні моделі доступними для покупців із середнім достатком.

### Комплектації та їх оснащення
У сучасному салоні даного позашляховика чималу увагу було приділено якості оздоблення, але кількість кнопок може спантеличувати. Навіть початкова модель Zetec запропонує: 17-дюймові литі диски, спортивні сидіння, денні ходові вогні та систему запуску без ключа.
Перейшовши на Ford Kuga Titanium, Ви отримаєте: вугільно-чорну кромку решітки радіатора, частково-шкіряні сидіння, автоматичні фари, двозонний клімат-контроль, DAB радіо та систему голосових команд Ford SYNC для телефону.
Топова модель Ford Kuga Titanium X оснащена: 18-дюймовими литими дисками, світлодіодними задніми фарами, біксеноновими передніми фарами, панорамним дахом та шкіряною обшивкою.
Остання представлена модель Titanium X Sport постачається: з бамперами у колір кузова, колісними арками, заднім спойлером, сріблястою захисною пластиною на передній частині, 19-дюймовими литими дисками, тонованим склом, радіо Sony DAB, системою допомоги при паркуванні та камерою заднього виду. Починаючи від Titanium X, усі автомобілі оснащені системою відкривання багажного відділення «вільні руки».

## Третє покоління (з 2019)

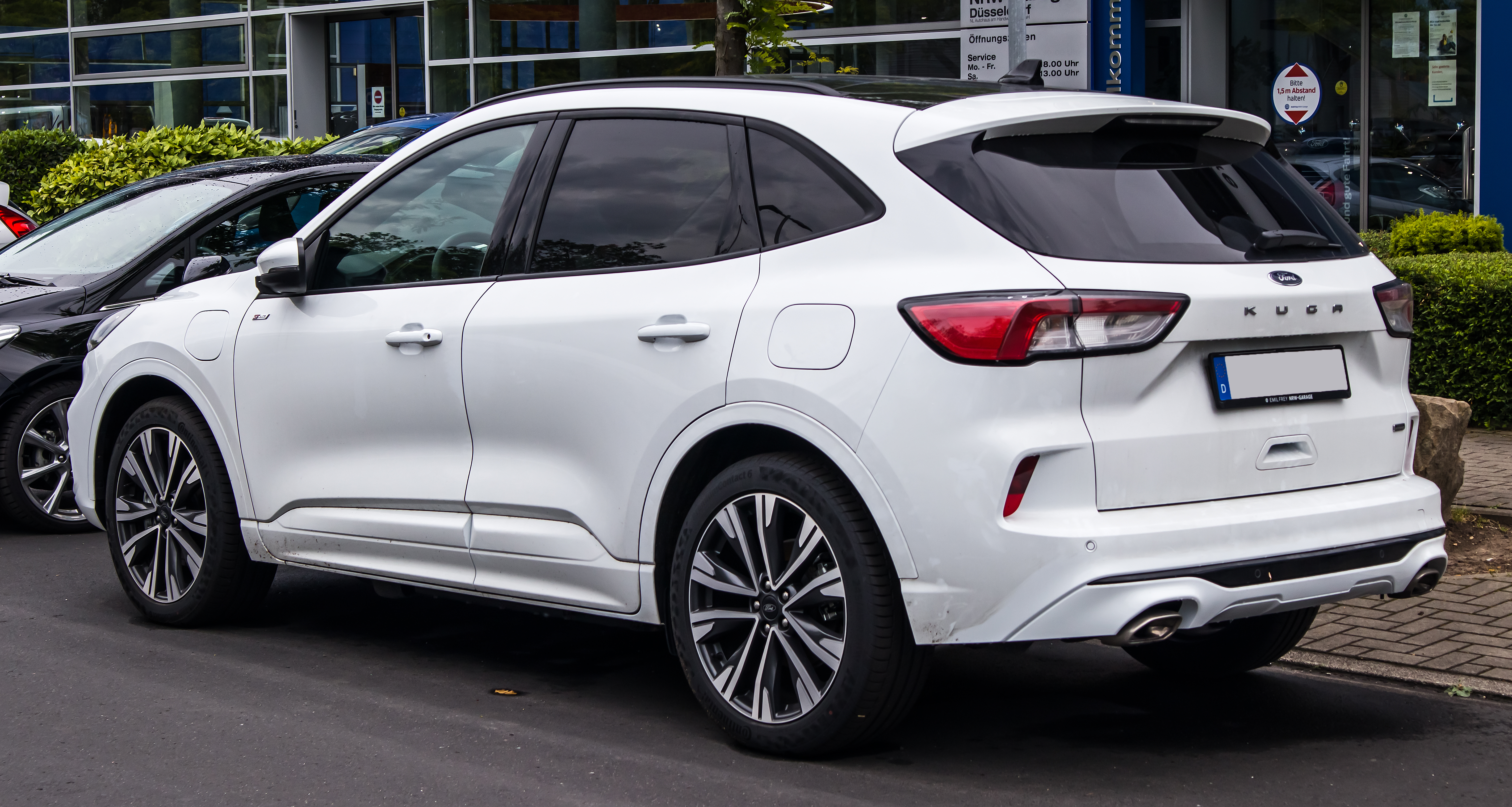
Ford Kuga 3

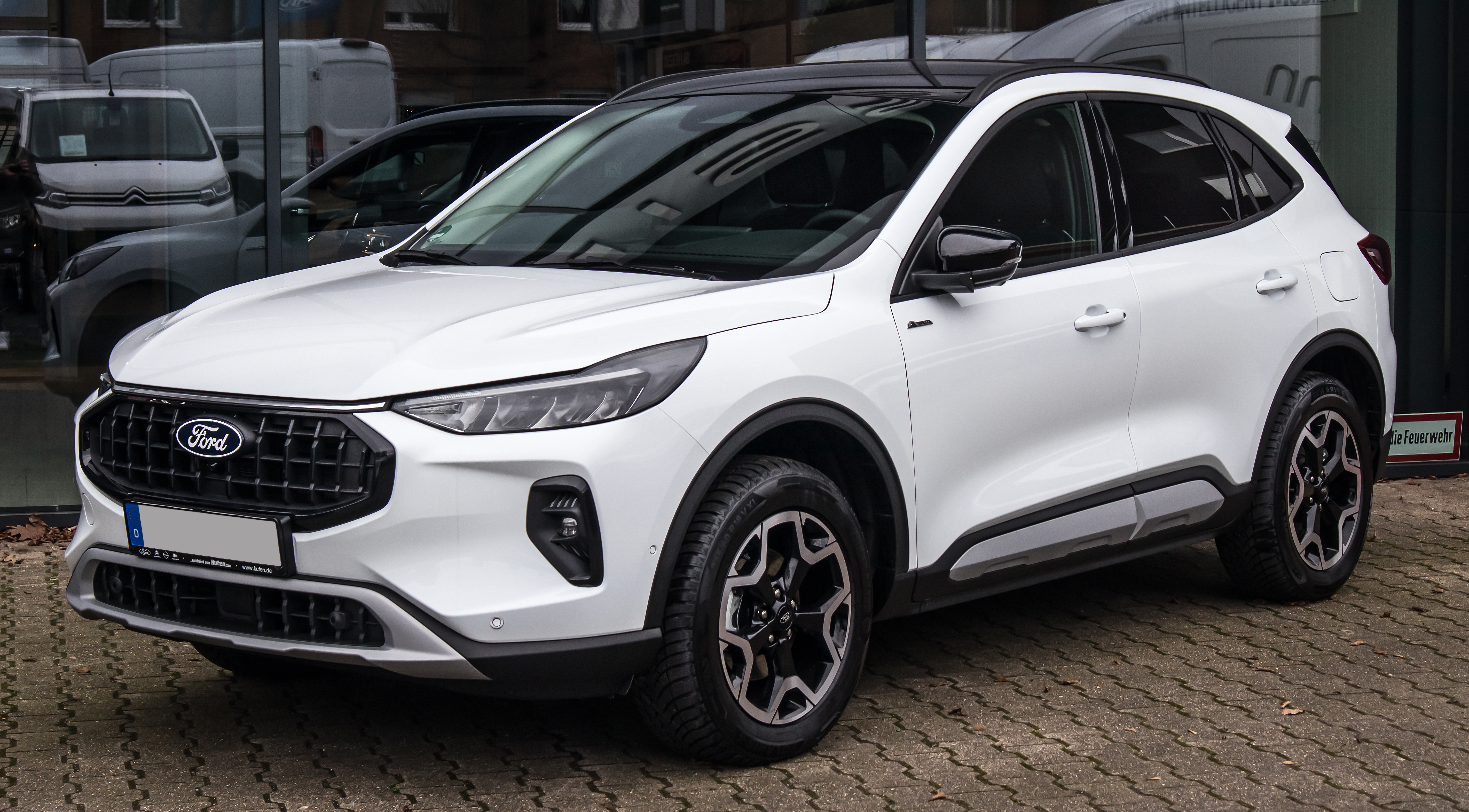
Ford Kuga 3 FHEV AWD (p 2024)

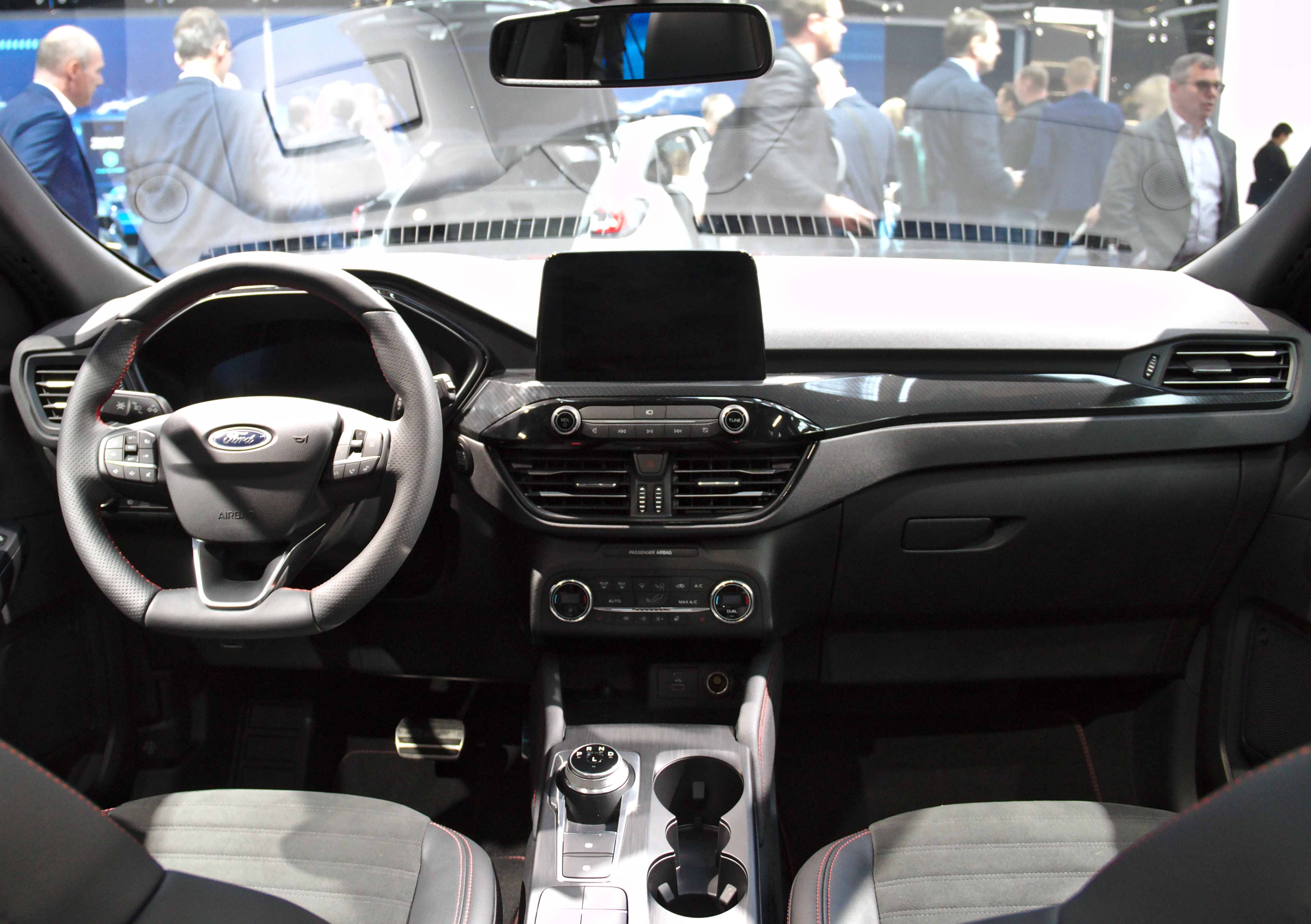

2 квітня 2019 року дебютував Ford Kuga третього покоління. Автомобіль збудовано на платформі Ford C2.
Кросовер став більший попередника: довжина виросла на 89 мм (до 4613 мм), ширина — на 44 мм (до 1882 мм), а колісна база — на 20 мм (до 2710 мм). І тільки висота тепер менша на 20 мм (1669 мм). Кузов став на 10 % жорсткішим, але оптимізація конструкції дозволила зменшити масу машини на 90 кг, якщо порівнювати версії з порівнянними силовими агрегатами.
Медіасистема SYNC 3 отримала восьмидюймовий сенсорний екран, що реагує на «смартфонні жести», інтерфейси Apple CarPlay і Android Auto в наявності. Ще цікавіше цифрова приборка на основі екрану в 12,3 дюйма з високим дозволом і 24-бітовим кольором. Її доповнює проєкційний дисплей з найбільшим «полем зору» в Європі (шість на 2,5 градуса). Довершувати набір може 575-ватна аудіосистема B & O з десятьма динаміками.
У Kuga в наявності 435-літровий багажник (502 л з сидіннями в передньому положенні).
В Україні кросовер представлений комплектаціями Titanium та Lux.

### Рестайлінг
Оновлений Kuga був представлений у січні 2024 року, через рік після того, як його північноамериканський аналог Escape отримав оновлення дизайну.

### Двигуни
- 1.5 л EcoBoost I3-T 120 к.с.
- 1.5 л EcoBoost I3-T 150 к.с.
- 2.5 л Duratec I4 Hybrid 200 к.с.
- 2.5 л Duratec I4 Plug-in hybrid 225 к.с.
- 1.5 л EcoBlue I4-T diesel 120 к.с.
- 2.0 л EcoBlue I4-T diesel 150 к.с.
- 2.0 л EcoBlue I4-T diesel 190 к.с.
- 2.0 л EcoBlue I4-T diesel MHEV 150 к.с.

## Зноски
1. ↑  Crash-Test Ford Kuga[недоступне посилання з червня 2019] (ADAC 5/2008)
2. ↑  Як ми тестували Ford Kuga. automoto.ua. Архів оригіналу за 1 лютого 2017. Процитовано 20 січня 2017.
3. ↑  Ford Kuga: пряма загроза кращим. Motorcar (укр.). 8 січня 2021. Архів оригіналу за 19 січня 2021. Процитовано 26 лютого 2021.
4. ↑  New Ford Kuga facelift revealed: price and specs. carwow.co.uk (англ.). Процитовано 9 червня 2025.